# Сильнейший удар
«Сильнейший удар» (англ. Shootfighter: Fight To The Death) — кинофильм.

## Сюжет
Проходивший в Гонконге чемпионат по «шутфайтингу» закончился трагедией — боец по имени Ли убил своего противника, разорвав тому горло голыми руками. Противником был друг и ученик мастера Шинго. В результате Ли был изгнан с турнира.
Спустя какое-то время Ли начал проводить собственные состязания в Мексике.
В это время у Шинго появились новые ученики в Лос-Анджелесе — Рубен и Ник. Рубен был тренером в детской школе карате, а Ник два года скитался по Америке. Ли не может забыть изгнания и жаждет встречи с Шинго. Единственный способ сразиться с ним — это втянуть в бои учеников. Рубен, хотя и никогда не участвовал в боях без правил и проповедовал дисциплину и самоконтроль, поддался на лёгкие деньги. Ник пытался отговорить его, но не смог. Вмешавшись в один из боёв, Ник надеялся сорвать соревнования и спасти Рубена. Тогда Ли объявил, что финал состоится через месяц и из «уважения» к Шинго он оставит Рубена в игре. Поняв, что отговорить Рубена не получится, Ник с помощью Шинго начал совершенствовать своё мастерство. Но Ли приготовил парням сюрприз — в смертельном бою они должны сойтись друг против друга…
Шинго, поняв, что уже не может бегать больше от судьбы, является на турнир и они с Ли начинают поединок. Шинго начинает побеждать Ли. Не желая сдаваться, Ли достаёт нож у себя из протеза правой руки и атакует Шинго; тот убивает его ударом в позвоночник.

## В ролях
- Боло Йен — Шинго
- Мартин Коув — Ли
- Уильям Забка — Рубен
- Майкл Бернардо — Ник Уокер, приятель Рубена
- Мэриам Д’Або — Шерил Уокер, невеста Рубена и сестра Ника
- Эдвард Альберт — мистер Си, подручный Ли
- Крис Касамасса — Креон, боец-шутфайтер
- Джеральд Окамура — судья турнира по шутфайтингу

## Производство
Уильям Забка, исполнивший роль Рубена, был приглашён на эту роль постановщиком боевых сцен Пэтом Джонсоном, с которым они до этого работали вместе над фильмом «Парень-каратист».

## Критика
Рецензент TV Guide отметил впечатляющий экшен, разнообразие стилей и видов боевых искусств, а также уровень насилия, «высокий даже для этого жанра».